# Гиока, Сокол
Сокол Гиока (алб. Sokol Gjoka ; 27 июля 1958, Тирана) — албанский дипломат. Чрезвычайный и полномочный посол.

## Биография
Изучал английский язык и политологию в Биркбек-колледже в Лондоне.
Позже, с 1997 года — на дипломатической службе. Занимал ряд руководящих должностей. Работал директором Департамента информации и печати и пресс-секретарем Министерства иностранных дел Албании. Был директором Управления анализа и прогнозирования Министерства иностранных дел, директором Управления стран Юго-Восточной Европы, генеральным директором Управления двусторонних отношений, генеральным директором Управления по политическим и стратегическим вопросам Министерства иностранных дел, а также в качестве советника и представителя Совета министров.
В 1997—2002 годах представлял Албанию в ряде международных организаций, таких как ООН, ЮНЕСКО, Совет Европы, ОБСЕ, Central European Initiative, South-East European Cooperation Process (SEECP) и др.
В 2003—2007 годах — Чрезвычайный и Полномочный Посол Республики Албании в Республике Польша и по совместительству в Республиках Эстония, Латвия, Литва, Узбекистан, Казахстан, Белоруссия и на Украине.
С 2009 года до 2015 года — Чрезвычайный и Полномочный Посол Республики Албании в Российской Федерации.
В настоящее время работает в Департаменте Европы Министерства иностранных дел Албании.
За выдающиеся успехи и заслуги перед государством награждён албанским орденом Наима Фрашери, Медалью Благодарности, польским орденом Заслуг перед Республикой Польша.